# Arona (Pensilvania)
Arona es un borough ubicado en el condado de Westmoreland en el estado estadounidense de Pensilvania. En el año 2000 tenía una población de 407 habitantes y una densidad poblacional de 294.2 personas por km².

## Geografía
Arona se encuentra ubicado en las coordenadas 40°16′11″N 79°39′38″O / 40.26972, -79.66056.

## Demografía
Según la Oficina del Censo en 2000 los ingresos medios por hogar en la localidad eran de $36,016 y los ingresos medios por familia eran $50,250. Los hombres tenían unos ingresos medios de $35,179 frente a los $21,875 para las mujeres. La renta per cápita para la localidad era de $17,365. Alrededor del 5.4% de la población estaba por debajo del umbral de pobreza.